# Joseph Lausch
Joseph N. Lausch  (* im 19. Jahrhundert in Feldsberg; † im 19. Jahrhundert) war ein österreichischer Jurist und Politiker.

## Leben
Lausch war katholischer Konfession und studierte von 1844 bis 1847 Rechtswissenschaften an der Universität Wien, wo er 1848 zum Dr. jur. promoviert wurde. Danach war er Rechtspraktikant in Wien.
Vom 20. Mai 1848 bis zum 19. April 1849 vertrat er den Wahlkreis Österreichisch-Schlesien (Troppau, Troppau) in der Frankfurter Nationalversammlung. Im Parlament blieb er fraktionslos und stimmte mit dem Rechten Zentrum. Er gehörte zu den Abgeordneten, die gegen die Wahl Friedrich Wilhelms IV. zum Kaiser der Deutschen wählten. Am 5. Juni 1848 wurde er Mitglied im Ausschuss zur Begutachtung der österreichisch-slavischen Frage.